# Анатолій Шалару
Анатолій Шалару (рум. Anatol Șalaru; нар. 7 лютого 1962, с. Вератік) — Міністр оборони Молдови з 30 липня 2015 по 2016 рік. Також з 2008 є заступником голови Ліберальної партії.
Є громадянином Румунії.

## Біографія
Народився 7 лютого 1962. Закінчив сільську школу. За освітою — ветеринар. Працював науковим співробітником в області гігієни і епідеміології.
У 1988 став ініціатором створення літературного соціально-політичного гуртка «Олексій Матеєвіч» (названого на ім'я молдавського поета), який збирався в людних місцях, і проводив кампанію зі збору підписів за проголошення румунської мови як державної мови і повернення до латинської графіки.
На початку 1990-х років став депутатом першого Парламенту Молдови.
У 1993 заснував Партію реформ і був її головою до 1997. Пізніше ця партія стала Ліберальною партією.
У 1996-2008 працював у найбільшій молдавській нафтовій і газовій компанії «Ascom Group»: адміністративним директором у Молдові (1996-1997), генеральним директором представництва Ascom у Туркменії (1997-1999), директором проектів Ascom Grup (2002-2003), директором представництва Ascom у Іраку (2003-2008).
З 2008 — заступник голови Ліберальної партії. У 2009 був обраний депутатом Парламенту.

## Міністр транспорту і дорожньої інфраструктури
З 25 вересня 2009 по 30 травня 2013 був Міністром транспорту і дорожньої інфраструктури в кабінеті прем'єр-міністра Філата.
Будучи на цій посаді заявляв, що ремонт доріг у холодну пору року не представляє ніякої небезпеки для якості робіт «тому як зараз не використовуються совєцькі матеріали», і що на 2009 у країні 95 % доріг знаходяться в поганому стані, але до 2013 такого визначення як «погана дорога» не буде зовсім.
Влітку 2012 одне із засідань парламенту, на якому Шалару як міністр транспорту виступав з доповіддю, закінчилося бійкою між ним і депутатом від ПКРМ Григорієм Петренко. Лідер ПКРМ Володимир Воронін публічно підтримав свого однопартійця, негарно висловившись про Шалару. Прем'єр-міністр Володимир Філат попросив Вороніна публічно вибачитися перед міністром, на що отримав досить різку відповідь.
Після відставки уряду Філата, між Шалару і Філатом стався конфлікт, у ході якого Шалару публічно звинуватив Філата у проханні не голосувати за кандидата на пост прем'єр-піністра Лянке, на що Філат у своїй відповіді на Facebook назвав Шалару брехуном.

## Міністр оборони
З 30 липня 2015 — Міністр оборони.
Відразу після заняття посади заявив, після зустрічі з Міністром оборони Румунії, про намір поміняти військову доктрину Молдови в бік зближення з НАТО і відкритті восени 2015 офісу НАТО в Кишиневі.
Різко критично висловлювався щодо військового параду в Тирасполі, що відбувся 2 вересня 2015 з нагоди річниці проголошення Придністровської Молдавської Республіки, назвав присутність на ньому військового аташе Росії недружньою дією Москви.

## Цікаві факти
За словами самого Шалару, він захоплюється раритетними машинами, володіє автомобілем Мерседес Гелендваген 1996 випуску, який придбав за 30 тис. доларів у 1998 у Президента Туркменістану.
| Молдова | Це незавершена стаття про особу, що має стосунок до Молдови. Ви можете допомогти проєкту, виправивши або дописавши її. |